# وسيم حرب
وسيم الخوري حرب، لبناني الجنسية، ولد عام 1946. يحمل إجازة في الحقوق من الجامعة اليسوعية الفرنسية في بيروت، وحائز على دكتوراه دولة في القانون الخاص في مجالي القانون التجاري والمصرفي من جامعة اكس مرسيليا في فرنسا.
دخل مهنة المحاماة منذ العام 1970، وهو حالياً شريك مؤسس في مكتب المحاماة والاستشارات القانونية والتحكيم. درّس في الجامعات اللبنانية طوال 33 سنة مواد القانون التجاري والقانون العقاري، وقانون الأعمال، والجرائم الاقتصادية، والملكية الفكرية، والتجارة الإلكترونية. اشرف على العديد من الرسائل والاطروحات في لبنان وفرنسا في مجال القوانين التجارية والملكية الفكرية والمعلوماتية. أسس مركز أبحاث المعلوماتية القانونية في الجامعة اللبنانية وتولى عمادته من 1986 إلى عام 1993. كما تولى منصب عميد مركز المعلوماتية القانونية في الجامعة اللبنانية، وأسس وأشرف على قسم دبلوم الدراسات العليا في المعلوماتية القانونية في جامعة الحكمة في بيروت، من عام 1993 حتى عام 2000.
مؤسس ورئيس فخري وعضو فعال في العديد من الجمعيات الوطنية والمنظمات الإقليمية والعالمية في عالم المعلوماتية القانونية والملكية الفكرية، بالإضافة إلى مساهمته في عدد من الجمعيات الانمائية والإصلاحية. لاسيما تأسيسه عام 2003 المركز العربي لتطوير حكم القانون والنزاهة-ACRLI.
أشرف بصفة خبير في المعلوماتية القانونية منذ 1993 وحتى 2005 ومؤسس مكتب الدراسات والاستشارات في المعلوماتية والقانون-MADAMEK، لجهة بناء البنوك القانونية، بحيث كان المشرف على بناء قاعدة معلومات الجريدة الرسمية العربية بالتعاون مع جامعة الدول العربية، وموسوعة القوانين التجارية في دول الخليج العربي. كما خطط واشرف على تطوير مجموعة من بنوك المعلومات القانونية:
1. قاعدة النصوص القانونية المتعلقة بالهيئات التشريعية العربية لصالح الاتحاد البرلماني العربي.
2. قاعدة التشريعات العربية المتعلقة بالرقابة المالية.
3. قاعدة التشريعات العربية المتعلقة بالمهنة المصرفية لصالح اتحاد المصارف العربية.
4. قاعدة التشريعات والاجتهادات المصرية بالتعاون مع وزارة العدل المصرية.
5. قاعدة الشريعات العراقية بالتعاون مع مجلس القضاء الأعلى العراقي.
6. الموسوعة الجنائية العربية.

عمل كخبير قانوني في العديد من المنظمات الدولية وشارك كمحاضر في العديد من المؤتمرات والدورات التدريبية في جميع أنحاء العالم. له الكثير من الكتب والمنشورات في السياسة والقانون والمعلوماتية القانونية، ومواضيع الإصلاح القضائي وإدارة العدالة والتنمية. ومن أهم الأعمال التي قام بها في مجالات التنمية والإصلاح هي الدراسات التي نفذها بصفته مدير مشروع مع البنك الدولي لصالح وزارة العدل اللبنانية (1993-1997)، ومع برنامج الامم المتحدة الإنمائي بصفته كبير مستشاري حكم القانون في العام 2000- 2001 في الكويت، ومن العام 2001-2010 في منطقة الشرق الأوسط وشمالي أفريقيا Mena. ومن أبرز إنتاجه في هذا المجال وضع دراسات مختلفة تناولت معايير القضاء الصالح كمؤشرات لقياس الأداء القضائي، كما اشرف على دراسات عدة أهمها ما تناول مسألة الاختناق القضائي وتعزيز البيئة القانونية التجارية في كل من لبنان، تونس، اليمن والإمارات.
كما وضع أيضاُ لصالح اللجنة الاقتصادية والاجتماعية لغربي اسيا دراستين: الأولى حول الأنظمة السياسية في الدول العربية (2003) والثانية تضمنت 9 إرشادات Directives حتى تسترشد بها الدول العربية في مجال التشريع السيبراني (2011).

## أعماله
مقالات ومحاضرات ودراسات للدكتور وسيم حرب - لائحة مختارة:
1. الاختناق القضائي في لبنان – 1994م. تم إعداد هذه الدراسة عام 1994 بالتعاون مع البنك الدولي لصالح وزارة العدل اللبنانية. تحتوي هذه الدراسة على منهجيات لجمع وتحليل المعطيات حول عمل وإنتاج المحاكم اللبنانية، حيث تبرز أسباب بطء سير الدعاوى وما ينتج عن ذلك من تراكم في القضايا، مما يشكل أبرز ما يمكن تسميته «بالاختناق القضائي».
2. إدخال المكننة والتقنيات الحديثة إلى المحاكم - استعراض تطبيقات المكننة في عمل القضاء وتبيان فوائدها – محاضرة ألقيت ضمن إطار المؤتمر الأول حول إدخال المكننة الحديثة إلى المحاكم - فندق الكارلتون – بيروت – تاريخ 26/9/1995
تعالج هذه المحاضرة موضوع المعلوماتية القضائية، وتتناول عرضاً لأسس المعلوماتية القضائية، ولموضوع المكننة وعمل المحاكم (المكننة في قلم المحاكم ومنافعها)، بالإضافة إلى إلقاء الضوء على أهمية المكننة في عمل القاضي وعمل الإدارة العدلية والقضائية.
3. ثورة المعلوماتية وأثرها على القضاء ومهنة المحاماة – محاضرة ألقيت ضمن إطار مؤتمر اتحاد المحامين العرب – تونس – تاريخ 27/30 أيار 1997 تستعرض هذه المحاضرة أهم تطبيقات المعلوماتية القانونية دون التطرق إلى جوانب قانون المعلوماتية، وتعرض بصورة موجزة لأثار ثورة المعلوماتية على القضاء ومهنة المحاماة من خلال التطرق إلى ثلاث مواضيع رئيسية «المعلوماتية والمكتبة الحقوقية»، و«المعلوماتية والقضاء»، وأخيراً «المعلوماتية والمحاماة».
4. قراءة سريعة في النقاش الدائر حول حماية حقوق «الملكية المعلوماتية» - مقالة في مجلة الاقتصاد والأعمال – ملف خاص- السنة العشرون- نيسان/ أبريل 1998 تعرض هذه المقالة لبعض جوانب النقاش الدائر حول حقوق «الملكية المعلوماتية»، فتتناول في القسم الأول البعد العالمي لعبارة الملكية المعلوماتية، وفي القسم الثاني، البعد العربي واللبناني، ذلك مع إلقاء الضوء على بعض الاقتراحات والتعديلات حول قانون الملكية الفكرية اللبناني.
5. مراحل التجربة اللبنانية في المعلوماتية القانونية وأسسها العامة – محاضرة ألقيت ضمن إطار مؤتمر اتحاد المحامين العرب - ندوة التجربة اللبنانية في المعلوماتية القانونية – طرابلس –لبنان – تاريخ 15/10/1998 تعرض هذه المداخلة للتجربة اللبنانية في المعلوماتية القانونية من خلال البدء بالتعريف بالمعلوماتية القانونية، ثم شرح تطبيقاتها وآثارها، بالإضافة إلى عرض خصائص التجربة اللبنانية في هذا المجال، واستعراض الإنجازات اللبنانية في القطاعين العام والخاص.
6. تطبيقات المعلوماتية القانونية – محاضرة ألقيت ضمن إطار ندوة نظمت في مكتبة الأسد – دمشق – تاريخ 14/11/1998
تحت موضوع تطبيقات المعلوماتية القانونية تعرض هذه المحاضرة لموضوع المعلوماتية والتوثيق القانوني الممكنن (فوائده، مصاعبه، نمو وانتشار بنوك المعلومات القانونية، طرق صناعة وإنتاج المعلومات القانونية، فوائد استعمال بنوك المعلومات القانونية)، بالإضافة إلى معالجة موضوع المعلوماتية والقضاء، والمعلوماتية ومهنة المحاماة، والمعلوماتية التشريعية والإدارية، والمعلوماتية والمعرفة القانونية (دور المعلومات والمعطيات القانونية والقضائية في تكوين وتطوير العلم القانوني). وفي الختام تقدم هذه المحاضرة شرحاً موجزاً لقانون المعلوماتية (المعلوماتية والقانون التجاري، المعلوماتية والقانون الإداري، المعلوماتية والعقود، والمعلوماتية والإثبات...).
7. دور الحاسب الآلي في تعليم القانون – محاضرة ألقيت ضمن إطار مؤتمر الكويت الأول للمعلوماتية القانونية والقضائية – الكويت - تاريخ 15/17 فبراير 1999 إن هذه المداخلة تعرض لدور الحاسب الآلي في تعليم القانون ولأهمية بنوك المعلومات وأنظمة البرمجة المتعددة الوسائط والأنظمة الخبيرة والأنظمة التعليمية المعلوماتية، كما تطرقت لأهمية إدخال مادة «المعلوماتية» ضمن إطار مناهج تدريس الحقوق (التخصص الحديث في المعلوماتية القانونية، هدف هذا التخصص وفوائده، عرض تجربة قائمة في تعليم المعلوماتية القانونية وقانون المعلوماتية).
8. أثر المعلوماتية على القانون – محاضرة ألقيت ضمن إطار مؤتمر الشام الدولي الثاني في تكنولوجيا المعلومات – قصر الأمويين للمؤتمرات – سوريا – تاريخ 26/29 نيسان 1999 تعرض هذه المحاضرة مختلف التشريعات والتنظيمات المتعلقة باستخدام المعلوماتية وشبكات نقل المعلومات لاسيما القوانين والتشريعات المنظمة لشبكات نقل المعلومات والتجارة الإلكترونية، التشريعات الجزائية والمعلوماتية (جرائم جديدة)، القوانين المتعلقة بحماية حريات الأفراد وحماية معلوماتهم الشخصية وحياتهم الخاصة، قوانين الإثبات والمعلوماتية، حماية الملكية المعلوماتية، تنظيم مكننة الإدارة العامة.
9. العرب وثورة المعلوماتية والاتصالات على عتبة الألفية الثالثة - مقالة في جريدة السفير - تشرين الأول 1999م. تتناول هذه المقالة موضوع ثورة المعلوماتية مرتكزة على بعدين مهمين من أبعاد مجتمع المعلومات، البعد الأول تكنولوجيا المعلومات «كأداة للإنتاج» والبعد الثاني تكنولوجيا المعلوماتية ودورها في تكوين «المعرفة والوعي». تختتم هذه المحاضرة بعرض لواقع العرب في مواجهة تكنولوجيا المعلوماتية والاتصالات وعرض لبعض الأفكار حول مقتضيات مواجهة الواقع المعلوماتي ومقتضيات التعامل معه.
10. المتطلبات القانونية لتطوير برامج الكمبيوتر – محاضرة ألقيت ضمن إطار المؤتمر العربي الإقليمي للمنظمة الدولية لحماية الملكية الفكرية – الأهمية الاقتصادية لحقوق الملكية الفكرية – بيروت - تاريخ 30 نوفمبر/1 ديسمبر 1999
تعالج هذه المحاضرة موضوع الصناعة المعلوماتية غير المادية وحماية التأليف ألمعلوماتي، وقد جرى تقسيم المحاضرة إلى فصلين يسبقهما فصل تمهيدي يعرض أفكار عامة حول الصناعات المعلوماتية غير المادية وأطر تنميتها. أما الفصلين الأول والثاني فيعرضان، من جهة، لموضوع تنمية الصناعات المعلوماتية غير المادية عبر النظام القانوني للحق الخاص، ومن جهة أخرى، لموضوع تنمية الصناعة المعلوماتية غير المادية عبر دور الدولة والأنظمة العامة.
11. تحديات استخدام الإنترنت وحاجات التنظيم القانوني – محاضرة ألقيت ضمن إطار مؤتمر لبنان عاصمة دائمة للإعلام - تاريخ 10 شباط 2000
تعرض هذه المحاضرة للتطور الحاصل في مجال تكنولوجيا الاتصالات وخاصة لتعاظم الدور الذي تلعبه شبكة الإنترنت. ويشمل القسم الأول من هذه المحاضرة، عرض عام للمسائل القانونية التي تطرحها الإنترنت ومقتضيات تنظيمها (حماية البيانات والمعلومات المتعلقة بالحياة الخاصة، حماية المستهلك، إثبات الأعمال والعقود الإلكترونية...)؛ أما القسم الثاني فيعرض لمدى انطباق قانون المطبوعات على أعمال توريد ونشر المعلومات عبر الشبكة (على صعيد تنظيم مهنة موردي خدمات المعلومات، وعلى صعيد أعمال النشر الإلكتروني).
12. ورقة عمل حول تطوير الإدارة العدلية في الدول العربية – التجارب الحديثة – ورقة عمل ألقيت خلال منتدى التنمية في المتوسط – ورشة عمل: التنمية والإصلاحات المؤسساتية - القاهرة - تاريخ 5-8 مارس 2000
تقدم ورقة العمل هذه عرضاً عاماً للتجارب الحديثة في مجال تطوير الإدارة العدلية في الدول العربية. وتتناول هذه الورقة بداية علاقة الإدارة العدلية مع السلطة القضائية ومبدأ استقلالية القضاء، وأهداف تطوير الإدارة العدلية، ثم تعرض الواقع التنظيمي والإنتاجي للإدارة العدلية وللقضاء في الدول العربية، والسمات العامة للتنظيم القضائي في الدول العربية، والأسس العامة التي يرتكز عليها التنظيم القضائي في الدول العربية، وأركان الإدارة العدلية، ودور وزارة العدل في تطوير الإدارة العدلية، والتعاون العربي على الصعيدين القضائي والعدلي. تشمل ورقة العمل أيضاً على عرض لمقدمات تكنولوجيا المعلوماتية والاتصالات في تطوير الإدارة العدلية العربية، لاسيما مقدمات المعلوماتية القانونية والقضائية، والسمات العامة لتعامل الإدارة العدلية العربية مع الشأن ألمعلوماتي وانعدام التخطيط العام.
13. أنظمة المجالس التشريعية العربية- دراسة مقارنة - ندوة تطوير العمل البرلماني - بيروت- أيار 2000م. تشمل هذه الدراسة عرضاً مقارناً للأنظمة التشريعية العربية وذلك انطلاقاً من تحاليل موضوعية ورسوماً بيانية حول المحاور الأساسية لهذه الأنظمة، بالإضافة إلى بعض الملاحظات الشكلية واللغوية المهمة. وتعرض الدراسة في قسمها الأخير لتصوّر حول بناء بنوك معلومات وطنية برلمانية في كل دولة عربية متصلة ببنك معلومات عام مقارن بين البرلمانات العربية.
14. النظام القانوني للعرض عبر الإنترنت – محاضرة ألقيت ضمن إطار ندوة الاتحاد الدولي لجمعية قانون المعلوماتية (IFCLA) المنظم من قبل الجمعية الفرنسية للمعلوماتية والاتصالات – الجلسة حول التجارة الإلكترونية والعقود– باريس– فرنسا – تاريخ 15/16 حزيران/يونيو 2000 (محاضرة باللغة الفرنسية)
تتناول المحاضرة شرحاً عاماً لمفهوم العرض عبر الإنترنت، الإشكاليات التي تواجهها هذه العملية، والإطار وأنواع هذا العرض. بالإضافة إلى ذلك، تستعرض المحاضرة موضوع العرض عبر الإنترنت وحماية المستهلك وتتطرق لمسألة موجب الإعلام والرجوع عن القبول.
15. العقود والأعمال القانونية الجارية ضمن إطار التجارة الإلكترونية – محاضرة ألقيت ضمن إطار اجتماع الخبراء حول تسهيل التجارة الإلكترونية في دول الإسكوا - تاريخ 9/11/2000
إن هذه المحاضرة تبتعد عن الدراسة النظرية وترتكز على بحث ميداني جرى تنفيذه على "المخازن الافتراضية في بعض الدول العربية. وقد قامت الأعمال البحثية على جمع المعطيات الإحصائية عن أعمال المخازن الافتراضية، وعلى استخراج بعض نماذج العقود التي تجريها هذه المخازن. وتناولت المحاضرة تحليلاً لهذه المعطيات والوثائق في ضوء المبادئ القانونية التي ترعى العقود عامة والعقود التجارية خاصة في الدول العربية، مع التركيز على فكرتين رئيسيتين:
1. ضمان سلامة التجارة الإلكترونية.
2. ضمان وحماية المستهلك عبر الشبكة.

16. الصناعة الجامعية لبنوك المعلومات: أهميتها ودورها في إغناء المعرفة والتعليم والبحث الجامعي- محاضرة ألقيت ضمن إطار مؤتمر الاستفادة من ثورة المعلومات في تطوير طرق التدريس في الجامعات العربية – تاريخ 12/13 آذار 2001
إن موضوع المداخلة يدخل ضمن الإطار العام لخدمات تكنولوجيا المعلوماتية والاتصالات في مجال التعليم الجامعي. وبالتالي، تتضمن المحاضرة استعراضاً سريعاً لأنواع هذه الخدمات، بالإضافة إلى معالجة دور بنوك المعلومات في خدمة العمل الجامعي والخدمات التي يمكن أن تقدمها بنوك المعلومات في تعليم القانون والعلوم السياسية، ودور الجامعة المنتجة لبنوك المعلومات.
17. مدخل إلى التوثيق الممكنن – دورة تدريبية في المعلوماتية القانونية – معهد الكويت للدراسات القضائية والقانونية – الكويت 2001
تعرض هذه الورقة لغاية التوثيق، وكيفية تخزين المعلومات على الكمبيوتر أو الحاسب الآلي، وأسس التوثيق الممكنن، وكيفية معالجة الوثائق، وأنواع التوثيق الممكنن، وتقنيات معالجة المعلومات القانونية.
18. أدوات العمل: المكنز والمسرد - دورة تدريبية في المعلوماتية القانونية – معهد الكويت للدراسات القضائية والقانونية – الكويت 2001م. تعرف هذه الورقة بالمسرد والمكنز، وتحدد وظيفته، وأقسامه، وكيفية بناء العلاقات بين مصطلحات المكنز وأهميتهما في صناعة بنوك المعلومات القانونية.
19. دراسة مشاريع مكننة إجراءات التقاضي في بعض الدول العربية (اليمن، الكويت، مصر، دبي، المغرب) – برنامج إدارة الحكم في الدول العربية – برنامج الأمم المتحدة الإنمائي – 2001
تتناول هذه الدراسة ثلاثة أقسام رئيسية، القسم التمهيدي وهو عبارة عن وصف هيكلية وبناء العدلية والجسم القضائي في الدول العربية المعنية، أما القسم الأول فيتناول وصف مراحل المكننة في الإدارة العدلية (مركز المعلوماتية)، والقسم الثاني فيشمل وصف عام لمختلف تطبيقات المعلوماتية.
20. الإحصاء في خدمة القضاء والقانون – ورشة عمل حول الإحصاءات الوطنية والتنمية في لبنان – بيروت – تاريخ 31/10/2002
تعرض هذه المحاضرة في قسم أول لعلاقة علم الإحصاء بالقانون والقضاء، وللدور الذي يلعبه علم الإحصاء في خدمة صناعة النصوص التشريعية والتنظيمية وصناعة الأحكام القضائية، لا سيما لجهة تطوير نظرية القانون، وتطوير الإدارة العدلية.
وفي إطار القسم الثاني من المحاضرة يجري عرض لأهداف وتطبيقات علم الإحصاء في القانون أو ما يعرف بعلم القياس القانوني. وتعرض في هذا المجال بعض الأمثلة حول الإحصاءات في خدمة القانون وفي خدمة علم الاجتماع القانوني، بالإضافة إلى بعض الأمثلة حول الإحصاءات في خدمة إدارة المحاكم.
21. منهجيات ووسائط الصياغة التشريعية – محاضرة ألقيت ضمن إطار ورشة عمل حول تطوير نموذج للصياغة التشريعية في الدول العربية – بيروت – شباط 2003م. تناقش هذه المحاضرة الأفكار الموجهة للصياغة التشريعية، والمصادر والمنهجيات المعتمدة في تحضير النص التشريعي، بالإضافة إلى نظرية التشريع ومنهجياته، ومنهجيات البحث، والمصادر والوسائط التي تخدم أعمال تحضير النص التشريعي. كما تعرض أسس ووسائط صياغة النص التشريعي منها أسلوب الصياغة، وبنية وهيكلية النص التشريعي، ووسائط دعم الصياغة التشريعية، مع اقتراح لمقاربة نحو إستراتيجية عربية في مجال الصناعة التشريعية.
22. دراسة حول إنشاء شبكة المعلومات القانونية السورية – برنامج إدارة الحكم في الدول العربية التابع لبرنامج الأمم المتحدة الإنمائي – كانون الأول/ديسمبر 2003م. تعرض هذه الدراسة لمنهجية إنشاء شبكة معلومات قانونية، وذلك من خلال وضع خطة عامة لمكننة وزارة العدل والدوائر القضائية، ودراسة تحليلية فنية لمشروع نموذجي لمكننة دائرة قضائية، وتحديد كلفة تنفيذ المشاريع ودفاتر الشروط اللازمة في هذا الإطار. تتناول الدارسة وصف الوضع الحالي وعرض عام لإطار المشروع وأهدافه، وبيان بالأعمال المطلوب تنفيذها لدراسة إنشاء شبكة المعلومات القانونية، وشملت مسحاً لأعداد الجريدة الرسمية السورية واستطلاع رأي للمستفيدين من هذه الشبكة.
23. النظام القانوني والقضائي اللبناني وأثره على صعيد الاستثمار والتطوّر الاقتصادي – محاضرة ألقيت ضمن إطار المؤتمر السنوي الثامن حول التحوّل الاقتصادي في الشرق الأدنى والأوسط – بلجيكا – تاريخ 10/11 حزيران/يونيو 2004 (محاضرة باللغة الفرنسية)
تقدم هذه المحاضرة وصفاً عاماً للنظام القانوني والقضائي اللبناني والمشاكل والمعوقات التي يواجهها هذا النظام. كما تتناول هذه المحاضرة طرحاً لبعض المبادرات لتطوير هذا النظام وتحديث العمل القانوني والقضائي في سبيل تحقيق المناخ الصالح للتطور الاجتماعي والاقتصادي.
24. دراسة حول أوضاع المحامين وأدوات عملهم في الدول العربية – برنامج إدارة الحكم في الدول العربية التابع لبرنامج الأمم المتحدة الإنمائي واتحاد المحامين العرب – بيروت – 2004
تعرض هذه الدراسة لأهمية مهنة المحاماة في إرساء قواعد العدالة، ومشروع تطوير إدارة العدالة في الدول العربية. وتتناول الدراسة التي نفذت عام 2004، تحت إشراف دكتور وسيم حرب، أدوات وأساليب عمل المحامين في الدول العربية، بالإضافة إلى علاقتهم بالقضاء ومقترحات تطوير مهنة المحاماة. إن هذه الدراسة توضح الأثر الذي يمكن أن ينتج فيما لو بادرت نقابات المحامين في الدول العربية إلى إجراء دراسات وطنية تعتمد نفس المنهجية التي اعتمدتها الدراسة، بحيث يتكون لديها ملف شامل عن أوضاع المحامين العرب يساهم ويساعد في رسم الخطط والإستراتيجيات اللازمة لتطوير وتحديث مهنة المحاماة.
25. القضاء في الدول العربية (الأردن- لبنان- المغرب- مصر) – رصد وتحليل – 2007
يشكل هذا الكتاب خلاصة محور القضاء في مشروع «تعزيز حكم القانون والنزاهة في الدول العربية» وهو مشروع نفّذه المركز العربي لتطوير حكم القانون والنزاهة في بيروت بالتعاون مع المؤسسة الدولية للنظم الانتخابية- IFES، وبتمويلٍ من برنامج الأمم المتحدة الإنمائي (UNDP)- برنامج إدارة الحكم في الدول العربية (POGAR)، تحت إشراف الدكتور وسيم حرب.
26. البرلمان في الدول العربية (الأردن- لبنان- المغرب- مصر) – رصد وتحليل – 2007
يشكل هذا الكتاب خلاصة محور البرلمان في مشروع «تعزيز حكم القانون والنزاهة في الدول العربية» وهو مشروع نفّذه المركز العربي لتطوير حكم القانون والنزاهة في بيروت بالتعاون مع المؤسسة الدولية للنظم الانتخابية- IFES، وبتمويلٍ من برنامج الأمم المتحدة الإنمائي (UNDP)- برنامج إدارة الحكم في الدول العربية (POGAR)، تحت إشراف الدكتور وسيم حرب.
27. الإعلام في الدول العربية (الأردن- لبنان- المغرب- مصر) – رصد وتحليل – 2007
يشكل هذا الكتاب خلاصة محور الإعلام في مشروع «تعزيز حكم القانون والنزاهة في الدول العربية» وهو مشروع نفّذه المركز العربي لتطوير حكم القانون والنزاهة في بيروت بالتعاون مع المؤسسة الدولية للنظم الانتخابية- IFES، وبتمويلٍ من برنامج الأمم المتحدة الإنمائي (UNDP)- برنامج إدارة الحكم في الدول العربية (POGAR)، تحت إشراف الدكتور وسيم حرب.
28. حكم القانون- أبحاث ودراسات من العالم – 2007م. تم إعداد هذا الكتاب من قبل «المركز العربي لتطوير حكم القانون والنزاهة» بالتعاون مع «المؤسسة الدولية للنظم الانتخابية» "IFES" و«برنامج الأمم المتحدة الإنمائي» (UNDP)- برنامج إدارة الحكم في الدول العربية (POGAR)، تحت إشراف الدكتور وسيم حرب. يعالج هذا الكتاب ضمن مجموعة من ستة دراسات ومقالات موضوع
| - المجالس القضائية- أفضل الممارسات الدولية، - الشفافية والقضاء، | - المحاكم الدستورية واستقلال القضاء وحكم القانون (الدروس العالمية المستقاة) |

| - موجبات التصريح عن الدخل والممتلكات العائدة للقضاة، - الخطوات المقبلة لتطبيق الدستور العراقي، | - مشاركة الأحزاب الدينية في الانتخابات وتداعياتها على السلم الأهلي في الدول العربية (لبنان- فلسطين- مصر- العراق) |

29. حكم القانون- لقاءات ومحاضرات – 2007م. يبحث هذا الكتاب سلسلة من اللقاءات والمحاضرات جمعت شخصيات علمية من أهل الاختصاص والاهتمام، وجرى إعداده بالتعاون مع برنامج الأمم المتحدة الإنمائي (UNDP)- برنامج إدارة الحكم في الدول العربية (POGAR)، ويشمل هذا الكتاب المحاضرات التي قدمت في هذه الندوات:
| - مدخل إلى حكم القانون، | - ندوة حكم القانون، |

| - حكم القانون، | - دولة القانون في ثوب رئاسي جديد، |

| - «قانون الضمير، حرية الإعلاميين وحرية المعلومات»، «أهل العدالة هم الأولى في تطويرها وإصلاحها»، | - «باب الحرية»، - "ندوة النظام السياسي اللبناني والنظام الدستوري اللبناني. |

30. التقارير الوطنية والإقليمية حول وضع القضاء في بعض الدول العربية – 2007م. تتضمن هذه التقارير وصف وتحليل الأنظمة القضائية في عشر دول العربية؛ الجمهورية اليمنية، إمارة دبي، مملكة البحرين، دولة الكويت، الجمهورية اللبنانية، جمهورية مصر العربية، الجمهورية التونسية، الجمهورية الجزائرية الديمقراطية الشعبية والمملكة المغربية. قام المركز العربي لتطوير حكم القانون والنزاهة بإعداد هذه التقارير ضمن إطار مبادرة الإدارة الرشيدة لخدمة التنمية في الدول العربية بدعم من برنامج الأمم المتحدة الإنمائي (UNDP)- برنامج إدارة الحكم في الدول العربية (POGAR)، تحت إشراف الدكتور وسيم حرب.